# Learned
Learned – miasto w Stanach Zjednoczonych, w stanie Missisipi, w hrabstwie Hinds.